# Header (datorterm)
Termen header eller huvud (från engelskan; jfr sidhuvud och brevhuvud, som brukar innehåll adresser, datum, rubrik och sidnummer) är inom datateknik ett avsnitt som är ett tillägg i början av ett meddelande, exempelvis till en datafil eller ett datapaket. Meddelandets header innehåller metadata, det vill säga data om hur meddelandets innehåll skall tolkas och hanteras.
De flesta filformat har en väldefinierad headerstruktur som underlättar operativsystemets och applikationsprogrammens arbete. Filheadern kan antingen vara av fast eller variabel storlek. Ofta finns nära början av headern en så kallad "magisk siffra", som gör det möjligt att snabbt bestämma filformatet.
Ett kommunikationsprotokoll lägger till en header i början av meddelandet, före dess innehåll, eller ett pakethuvud i början av varje paket, före datapaketets nyttodata, och ibland en trailer (släp eller svans) i slutet av paketet. Dessa utgör overhead. Headern kan innehålla adress, uppgifter om protokollversion, paketnummer, ramsynkronisering med mera.
Exempelvis vid Internet e-post enligt SMTP-protokollet lägger e-postklienten till ett "e-posthuvud" i början av meddelandet, innan innehållet. Huvudet innehåller avsändar- och mottagar-e-postadress, ärenderubrik, och MIME-header, som i sin tur beskriver filtyp och teckenkod. E-postservrarna modifierar e-postheadern så att den beskriver vilka e-postservrar som e-postmeddelandet har passerat på vägen till mottagaren.

## Några headertyper
- EXE-filer i MS-DOS, OS/2 och Windows har en EXE-header vars första två bytes alltid är lika (hexadecimalt 4D 5A, eller "MZ" i ASCII).
- XML-filer har alltid ett XML-direktiv i början som liknar följande: <?xml version="1.0" encoding="UTF-8"?>
- PNG-filer har en header som är avsedd inte bara för att identifiera filtypen, utan även upptäcka om vanliga överföringsfel har förstört innehållet (se vidare PNG)
- skript i Unixliknande operativsystem inleds med #! och en hänvisning till tolken, t.ex. #!/bin/sh.